# 綠徑站
綠徑站（法語：Chemin Vert）是巴黎地鐵的一個車站。綠徑站的站名取自於綠徑路，是巴黎地鐵8號線的車站。綠徑站開通於1931年5月5日，是巴黎地鐵8號線延長工程的一部分。2011年，綠徑站的乘客數達1,448,436。車站附近有聖馬丁廣場和孚日廣場。

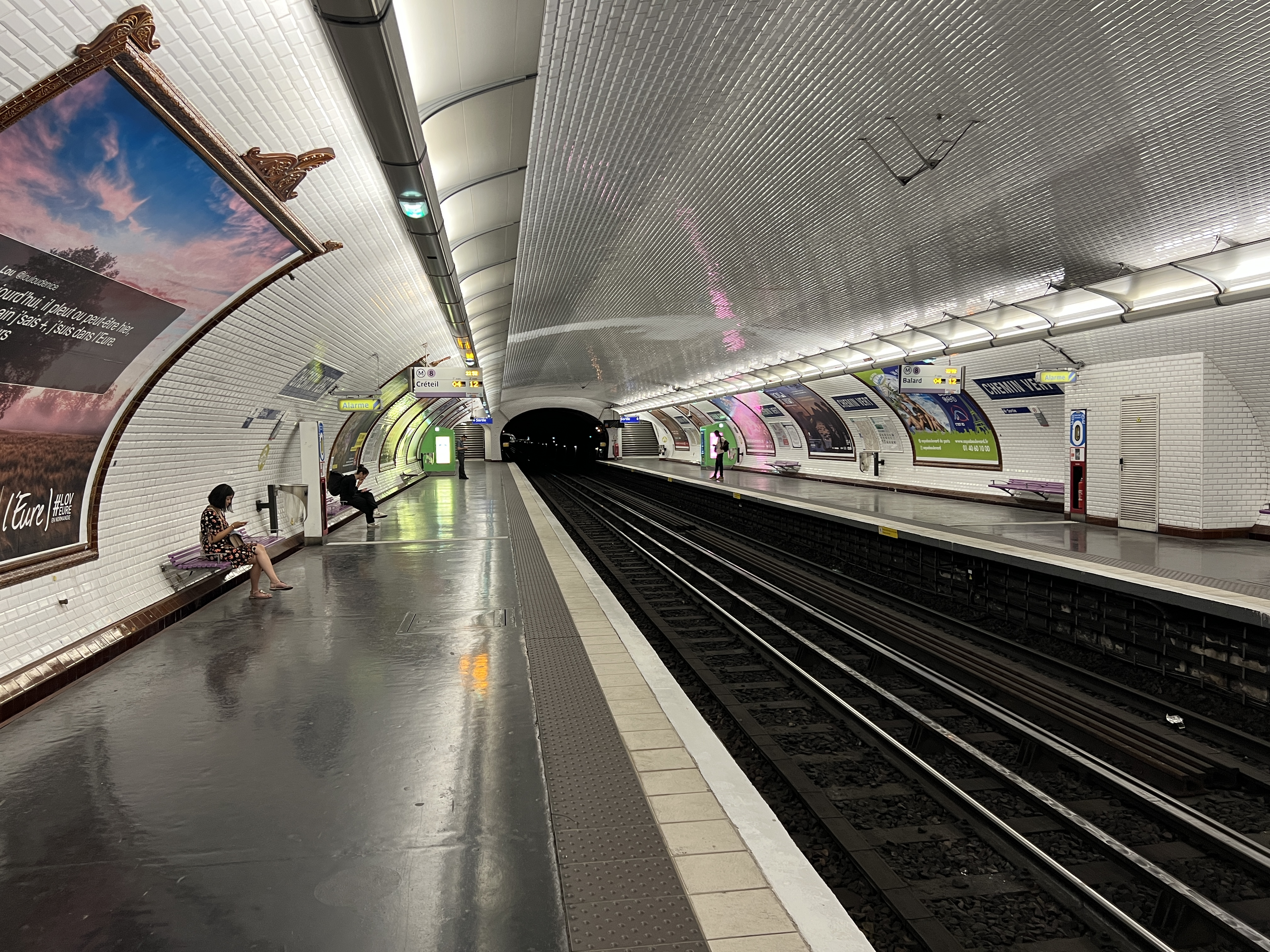
月台（2022年7月）

## 車站結構
| 街道層 |                    |                               |
| B1     | 月台連接夾層       |                               |
| 月台層 | 側式月台，右側開門 | 側式月台，右側開門            |
| 月台層 | 往巴拉             | 往巴拉（聖塞巴斯蒂安-弗瓦薩） |
| 月台層 | 往湖之角           | 往湖之角（巴士底）            |
| 月台層 | 側式月台，右側開門 |                               |